# Ian Hideo Levy
Ian Hideo Levy (* 29. November 1950 in Berkeley) ist ein US-amerikanischer Übersetzer und Schriftsteller. In japanischen Publikationen wird er oft japanisch als リービ英雄 (Rībi Hideo) aufgeführt.
Der als Sohn eines jüdisch-amerikanischen Vaters und einer polnischen Mutter geborene Ian Levy verbrachte einen Teil seiner Jugend in Taiwan und erlernte während eines Japanaufenthaltes mit seiner Familie als Jugendlicher Japanisch als Drittsprache. Er begann seine literarische Laufbahn mit einer Übersetzung des Man’yōshū, für die er 1982 mit dem National Book Award ausgezeichnet wurde. Danach begann er in japanischer Sprache zu schreiben. Für den Roman Seijōki no kikoenai heya wurde er 1992 mit dem Nachwuchspreis des Noma-Literaturpreises ausgezeichnet. 1996 war er für den Akutagawa-Preis nominiert. Im Jahr 2005 erhielt er für Chiji ni kudakete den Osaragi-Jirō-Preis. 2007 wurde er mit dem Spezialpreis für japanische Sprache der Japan Foundation ausgezeichnet, und 2009 erhielt er für Kari no mizu den Itō-Sei-Literaturpreis. Für Tenro wurde er 2021 mit dem Noma-Literaturpreis ausgezeichnet.

## Werke
- Shinjuku Paradise (Originaltitel Seijōki no kikoenai heya), ISBN 978-3861249146, übersetzt von Matthias Adler-Drews, herausgegeben von Eduard Klopfenstein, japan edition im be.bra verlag; (2012)